# سارج عدة
سارج عدة (بالفرنسية: Serge Adda)‏ (19 سبتمبر 1948 في تونس - 7 نوفمبر 2004 في باريس) هو إعلامي تونسي يهودي ورئيس قناة تي في 5 التلفزيونية الفرنسية.

## حياته
ولد في 19 سبتمبر 1948 لعائلة يهودية تونسية، وهو أبن جلاديس عدة وجورج عدة. كان والديه شيوعيين تونسيين نشطين وكان والده مسجوناً في الخمسينيات.
أصبح سارج فرنسياً تونسياً وخبيراً في الاقتصاد السياسي، بدأ حياته المهنية في عام 1971 كباحث في CETEM (مركز التقنيات الاقتصادية الحديثة). ومن عام 1975 إلى عام 1978، كان مديراً للأبحاث في كلية الهندسة المعمارية الخاصة.
في أبريل 2001 أصبح مستشاراً لرئيس مجموعة كنال+.
وكان سارج رئيساً لقناة تي في 5 من 23 أكتوبر 2001 حتى وفاته.  وقناة تي في 5 تعتبر رابع أكبر إذاعة أوروبية بعد يوروسبورت وإم تي في وسي إن إن. وركز سارج على مجموعة من البرامج التلفزيونية الشعبية.
من 1974 إلى 1981، كان سارج محاضر في جامعة باريس، وفي الفترة من 1982 إلى 1989 كان مستشاراً لليونسكو وبنك التنمية الأفريقي.

## حياته الشخصية
سارج كان متزوج وله ولدان وتوفي في 7 نوفمبر 2004 بمرض السرطان.